# Lennart Bernadotte
Lennart Bernadotte, nome completo Lennart Gustaf Nicolaus Paul Bernadotte (Stoccolma, 8 maggio 1909 – Isola di Mainau, 21 dicembre 2004), nato principe di Svezia e duca di Småland, divenne conte di Wisborg il 2 luglio 1951.

## Famiglia d'origine
Suo padre era il principe Guglielmo di Svezia, figlio secondogenito del re Gustavo V di Svezia e della regina Vittoria di Baden, nata principessa di Baden; sua madre era la granduchessa Marija Pavlovna Romanova, figlia del granduca Pavel Aleksandrovič Romanov e della granduchessa Alessandra Giorgievna, nata principessa di Grecia.

## Matrimonio e figli
L'11 marzo 1932, a Londra, il principe Lennart si sposò con Karin Emma Louise Nissvandt (1911-1991), figlia di Sven Nissvandt e di Anna-Lisa Lindberg.

Dal matrimonio, che terminò con un divorzio il 27 gennaio 1972, nacquero quattro figli:
- Brigitta, contessa Bernadotte (nata il 3 maggio 1933)
- Maria Luisa, contessa Bernadotte (nata il 6 novembre 1935, morta il 24 maggio 1988)
- Carlo Giovanni, conte Bernadotte (nato il 9 gennaio 1941, morto il 1 settembre 2021)
- Karin Cecilia, contessa Bernadotte (nata il 9 aprile 1944, morta il 9 ottobre 2024).

Il 9 aprile 1972, nell'Isola di Mainau, Lennart si risposò con Sonja Anita Maria Hauntz (1944-2008), figlia di Wolfgang Haunz e di Anita Mayr.

Dal suo secondo matrimonio ebbe cinque figli:
- Bettina, contessa Bernadotte (nata il 12 marzo 1974)
- Bjorn, conte Bernadotte (nato il 13 giugno 1975)
- Caterina, contessa Bernadotte (nata l'11 aprile 1977)
- Cristiano, conte Bernadotte (nato il 24 maggio 1979)
- Diana, contessa Bernadotte (nata il 18 aprile 1982).

## Albero genealogico
|                             |                         |                                      | Genitori                         |  |  | Nonni |  |  | Bisnonni           |  |  | Trisnonni         |  |
|                             |                         |                                      |                                  |  |  |       |  |  | Oscar II di Svezia |  |  | Oscar I di Svezia |  |
|                             |                         |                                      |                                  |  |  |       |  |  | Oscar II di Svezia |  |  | Oscar I di Svezia |  |
|                             |                         | Giuseppina di Leuchtenberg           |                                  |  |  |       |  |  | Oscar II di Svezia |  |  |                   |  |
| Gustavo V di Svezia         |                         |                                      |                                  |  |  |       |  |  | Oscar II di Svezia |  |  |                   |  |
|                             |                         | Sofia di Nassau                      | Guglielmo di Nassau              |  |  |       |  |  |                    |  |  |                   |  |
|                             |                         | Sofia di Nassau                      | Guglielmo di Nassau              |  |  |       |  |  |                    |  |  |                   |  |
|                             |                         | Sofia di Nassau                      | Paolina di Württemberg           |  |  |       |  |  |                    |  |  |                   |  |
| Guglielmo di Svezia         |                         | Sofia di Nassau                      |                                  |  |  |       |  |  |                    |  |  |                   |  |
|                             |                         | Federico I di Baden                  | Leopoldo I di Baden              |  |  |       |  |  |                    |  |  |                   |  |
|                             |                         | Federico I di Baden                  | Leopoldo I di Baden              |  |  |       |  |  |                    |  |  |                   |  |
|                             |                         | Federico I di Baden                  | Sofia Guglielmina di Svezia      |  |  |       |  |  |                    |  |  |                   |  |
| Vittoria di Baden           |                         | Federico I di Baden                  |                                  |  |  |       |  |  |                    |  |  |                   |  |
|                             |                         | Luisa di Prussia                     | Guglielmo I di Germania          |  |  |       |  |  |                    |  |  |                   |  |
|                             |                         | Luisa di Prussia                     | Guglielmo I di Germania          |  |  |       |  |  |                    |  |  |                   |  |
|                             |                         | Luisa di Prussia                     | Augusta di Sassonia-Weimar       |  |  |       |  |  |                    |  |  |                   |  |
| Lennart Bernadotte          |                         | Luisa di Prussia                     |                                  |  |  |       |  |  |                    |  |  |                   |  |
|                             | Alessandro II di Russia | Nicola I di Russia                   |                                  |  |  |       |  |  |                    |  |  |                   |  |
|                             | Alessandro II di Russia | Nicola I di Russia                   |                                  |  |  |       |  |  |                    |  |  |                   |  |
|                             | Alessandro II di Russia | Carlotta di Prussia                  |                                  |  |  |       |  |  |                    |  |  |                   |  |
| Pavel Aleksandrovič Romanov | Alessandro II di Russia |                                      |                                  |  |  |       |  |  |                    |  |  |                   |  |
|                             |                         | Maria Massimiliana d'Assia-Darmstadt | Luigi II d'Assia                 |  |  |       |  |  |                    |  |  |                   |  |
|                             |                         | Maria Massimiliana d'Assia-Darmstadt | Luigi II d'Assia                 |  |  |       |  |  |                    |  |  |                   |  |
|                             |                         | Maria Massimiliana d'Assia-Darmstadt | Guglielmina di Baden             |  |  |       |  |  |                    |  |  |                   |  |
| Marija Pavlovna Romanova    |                         | Maria Massimiliana d'Assia-Darmstadt |                                  |  |  |       |  |  |                    |  |  |                   |  |
|                             |                         | Giorgio I di Grecia                  | Cristiano IX di Danimarca        |  |  |       |  |  |                    |  |  |                   |  |
|                             |                         | Giorgio I di Grecia                  | Cristiano IX di Danimarca        |  |  |       |  |  |                    |  |  |                   |  |
|                             |                         | Giorgio I di Grecia                  | Luisa d'Assia-Kassel             |  |  |       |  |  |                    |  |  |                   |  |
| Alessandra di Grecia        |                         | Giorgio I di Grecia                  |                                  |  |  |       |  |  |                    |  |  |                   |  |
|                             |                         | Ol'ga Konstantinovna Romanova        | Konstantin Nikolaevič Romanov    |  |  |       |  |  |                    |  |  |                   |  |
|                             |                         | Ol'ga Konstantinovna Romanova        | Konstantin Nikolaevič Romanov    |  |  |       |  |  |                    |  |  |                   |  |
|                             |                         | Ol'ga Konstantinovna Romanova        | Alessandra di Sassonia-Altenburg |  |  |       |  |  |                    |  |  |                   |  |
|                             |                         | Ol'ga Konstantinovna Romanova        |                                  |  |  |       |  |  |                    |  |  |                   |  |